# Metaxymorpha hanloni
Metaxymorpha hanloni es una especie de escarabajo del género Metaxymorpha, familia Buprestidae. Fue descrita científicamente por Nylander en 2008.